# Праут, Сэмуэль
Сэмуэль Праут (англ. Samuel Prout; 17 сентября 1783, Плимут, Англия, Британская Империя — 10 февраля 1852, Камберуэлл, Лондон, Англия, Британская Империя) — британский художник-акварелист, иллюстратор, один из наиболее значимых представителей жанрового направления архитектурная живопись. Учитель английских художников Джона Рёскина, с которым впоследствии стали друзьями, Джеймса Даффилда Хардинга, и других. Дядя художника Джона Скиннера Праута и композитора Эбенезера Праута. Работы художника представлены в собраниях Галереи Тейт, Музее Метрополитен, Национальной галерея искусства, Манчестерской художественной галерее, других музеях и частных коллекциях.

## Биография
Сэмуэль Праут родился в Плимуте и был четвёртым из четырнадцати детей Сэмуэля Праута-старшего — поставщика снаряжения для флота в этом портовом городе, и его жены Мэри Кейтер. В возрасте четырёх или пяти лет, будущий художник перенёс солнечный удар, последствия которого сказывались на его здоровье всю жизнь. Он постоянно страдал от сильнейших головных болей и не проходило ни одной недели без того, чтобы на один-два дня он не был прикован к постели.
В процессе обучения в Plymouth Grammar School, под влиянием директора школы преподобного Джона Бидлейка, поощрявшего художественные устремления своих учеников, предпринял первые попытки рисования. Во время обучения в школе он знакомится с Бенджамином Робертом Хейдоном, который был на два года младше Праута. Вместе они стали свидетелями крушения судна Button — большого ост-индского корабля, выброшенного на берег у Королевской цитадели Плимута 26 января 1796 года. Это событие произвело сильное впечатление на мальчиков и послужило не только вдохновением для их первых художественных опытов, но было отражено в более поздних работах Праута: Крушение ост-индского судна в заливе Плимут (1811), Военный корабль, выброшенный на берег (1821), Ост-индское судно с сорванными мачтами (1824).
Отец Хейдона был владельцем книжного магазина на Пайк-стрит в Плимуте, в читальне которого собирались местные любители литературы и искусства. В декабре 1801 года антиквар Джон Бриттон, проезжая через Плимут в Корнуолл, в поисках материала для сборного издания The Beauties of England and Wales и собственной работы Architectural Antiquities of Great Britain, посетил читальню и там познакомился с Прaутом, которому было семнадцать лет. Ему показали несколько зарисовок юноши с изображением скал и коттеджей, и Бриттон предложил молодому художнику сопровождать его в поездке по Корнуоллу, пообещав оплатить все расходы. Взамен Прaут должен был делать зарисовки для будущей книги. Получив без промедления согласие родителей, юный Прaут с радостью принял приглашение, и они вдвоем отправились в путь.

Бриттон вспоминал об этом в статье, опубликованной в The Builder после смерти Прaута.
«Наш первый дневной переход, — писал Бриттон, — был из Плимута в Сент-Жермен под густым снегопадом. Прибыв в этот городок, мы были встречены в гостинице весьма недружелюбно — начало оказалось совсем не обнадеживающим для зимних странников по Корнуоллу. Целью нашего визита была сделать зарисовки и описать старую приходскую церковь, расположенную на территории поместья Порт Элиот, принадлежавшего лорду Элиоту. Первой задачей Прaута была отобразить набросок западного фасада этого здания… Однако мой юный художник оказался в полном замешательстве — он не знал, с чего начать, как выстроить перспективу или определить соотношения высот и ширины частей. Он провел перед зданием четыре или пять часов, но его рисунок оказался настолько неточным в пропорциях и деталях, что был совершенно непригоден для гравирования. Это было удручающее начало как для автора, так и для художника. На следующее утро он начал новый набросок и почти весь день работал над ним с упорством, но снова не смог добиться результата, пригодного для гравюры».
Хотя путешествие и не достигло до цели, которую ставил перед собой Бриттон, оно оказалось чрезвычайно полезным для Праута, который даже продлил его по собственной инициативе, буквально изучив пешком юго-западную Англию. Вернувшись домой, он принялся работать, чтобы восполнить пробелы с техникой рисования. Он занимался и делал наброски при каждом удобном случае, и в результате уже в мае 1802 года смог отправить Бриттону несколько рисунков Лонстона, Тавистока, замка Окгемптон и других мест, которые, как писал сам Бриттон, «свидетельствовали о значительном прогрессе в построении перспективы, пропорциях и архитектурных деталях и произвели впечатление на любителей искусства». Позднее некоторые из этих рисунков были выгравированы для книг Бриттона, а результатом стало приглашение художника в Лондон.
В 1803 году Праут выставил в Королевской академии рисунок под названием «Коттедж Беннета на Темаре». Около двух лет художник проживал в доме Бриттона и занимался копированием рисунков Козенса, Тернера, Гёртина и других ведущих английских живописцев. В этот же период он сделал множество собственных рисунков в Кембриджшире, Эссексе и Уилтшире, часть из которых была выгравирована для изданий Beauties of England and Wales и Architectural Antiquities. В 1804 году он сблизился с художником Дэвидом Коксом (1783—1859).
В 1805 году Праут вынужден вернуться в Девон из-за проблем со здоровьем. Тем не менее он продолжал сотрудничать с Beauties и другими топографическими изданиями.
Он снова стал принимать участие в лондонских выставках в 1808 году, и в последующие два года представил в Королевской академии четыре работы с видами Девоншира и Корнуолла. В 1810 году утвержден в членстве Royal Watercolour Society (старое название Old Watercolour Society), и со следующего года его произведения регулярно выставляются в самых престижных залах столицы.
В число друзей и покровителей Самюэля Праута входили представители аристократии, он обучал рисованию членов их семей и занимал должность преподавателя рисования в Dr William Glennie's academy в Далидже (1809—1821). Праут также опубликовал несколько учебных пособий по рисованию и живописи и стал одним из пионеров в освоении техники литографии.
В 1818 году Праут впервые посетил континентальную Европу, которая долгие годы оставалась закрытой для британских художников из-за наполеоновских войн. Отправившись из Гавра в Руан, он привёз с собой серию скетчей живописной старинной архитектуры Нормандии. Некоторые из них были использованы для выставки в Royal Watercolour Society в 1819 году.
Именно тогда Праут нашёл своё истинное призвание. В старинных улочках с черепичными домами и булыжной мостовой, на рыночных площадях, заполненных фигурами в колоритных костюмах, в соборах с осыпающейся кладкой, в обветшалых скульптурах и мостах он открыл для себя неисчерпаемое поле для изображений. И хотя он был не первым, кто обратился к подобным сюжетам, Праут сделал их своей визитной карточкой.
Его успеху способствовала и широкая выразительная трактовка света и тени, которой он специально обучался в свои ранние творческие годы в лондонских мастерских Бенджамина Уэста и Джеймса Норткота, а также особая манера письма мелом или тростниковым пером. Праут обладал также тонким чувством масштаба, позволяющим ему точно передавать величие и высоту архитектурных сооружений. Одним из его художественных принципов было утверждение, что «художник рисует цветом, но мыслит в светотени».
В 1820 году из старого Royal Watercolour Society вышла группа участников (из-за решения Общества больше не выставлять масляную и какую-либо живопись, кроме акварелей). Усилиями нескольких художников, в числе которых был и Праут, удалось предотвратить распад художественного объединения. В 1821 году он представил для ежегодной выставки Общества девятнадцать работ, а в 1822 году почти половину выставки составили работы лишь четырёх художников — Праута, Коплея Филдинга, Джорджа Феннелла Робсона и Джорджа Баррета младшего. Работы Праута этих лет показывают, что он побывал в Бельгии, Рейнских провинциях, а в 1824 году — в Баварии и Италии.
С этого времени и до конца жизни Праут оставался самым популярным британским художником, изображавшим пейзажи континентальной Европы. В период с 1816 по 1832 год он представил на выставках Royal Watercolour Society около 550 своих работ.
В 1829 году Праут был удостоен почётного звания «Акварелист Его Величества» при дворе короля Георга IV, а впоследствии — и при королеве Виктории.
В 1835 году Праут перебрался в лондонский район Клапем, но уже в следующем году у него случился приступ болезни лёгких, и он был вынужден переехать в приморский Гастингс, где провёл несколько лет, страдая от ухудшения здоровья и тоскуя по «дорогому и прекрасному Лондону». С 1840 года его здоровье улучшилось, и он снова стал бывать в столице летом, снимая комнату на Торрингтон-сквер, 39. В конце 1845 года он поселился в районе Камберуэлл, где жил до самой смерти. Неподалеку проживал и его друг Джон Рёскин, писавший о Сэмуэле Прауте и его работах с глубоким уважением.
Несмотря на признание, Праут до конца жизни вынужден был много работать, чтобы обеспечить себе достойное существование. Его рисунки продавались по одной, трём или шести гинеям в зависимости от размера, затем расценки были увеличены до трёх с половиной и четырёх гиней, а за большие форматы — до десяти. Некоторые из этих работ впоследствии были проданы за суммы от 500 до 1000 гиней.
Последний раз он побывал в Нормандии в 1846 году, после чего вернулся в Лондон с сильно подорванным здоровьем и перестал бывать на публике, общаясь только с близкими друзьями. Несмотря на это, Праут продолжал писать. В 1852 году у него случился апоплексический удар, и 10 февраля 1852 года Сэмуэль Праут скончался в своем доме в Камберуэлле.

## Личная жизнь
С 1810 года находился в браке с Элизабет Гиллеспи. У пары было четверо детей: Ребекка Элизабет (род. 1813), Элизабет Делси (род. 1817), Изабелла Энн (род. 1820) и Сэмюэль Гиллеспи Праут (род. 1822), в будущем ставший заметным художником.
Племянниками художника были британский композитор Эбенезер Праут и Джон Скиннер Праут. сделавший карьеру художника и писателя в Тасмании.

## Галерея

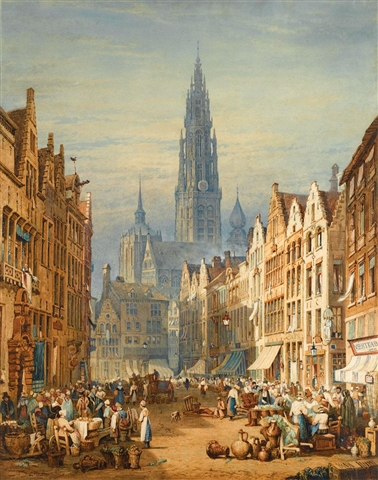
Базарный день, акварель
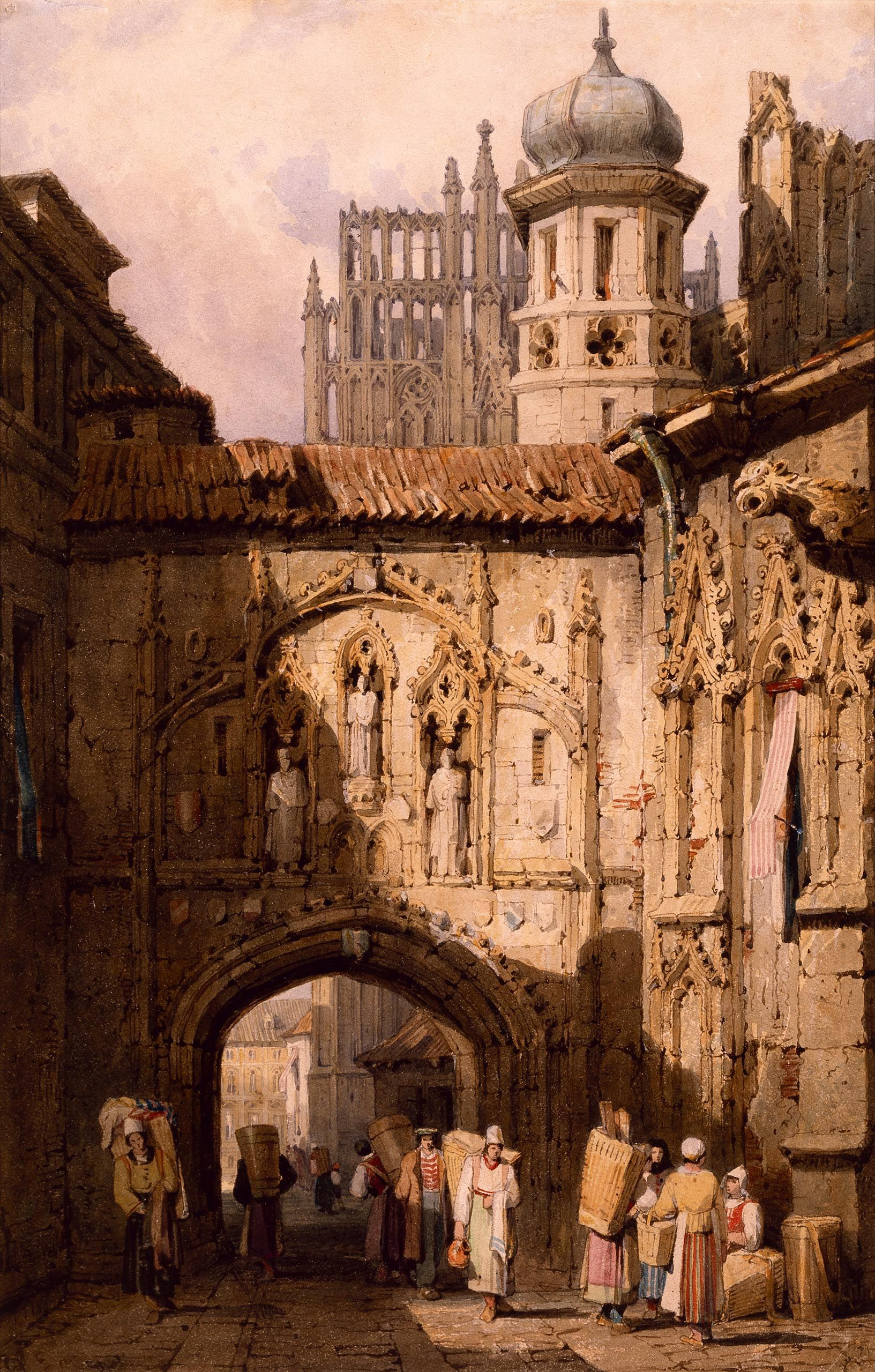
Вид Нюрнберга, акварель
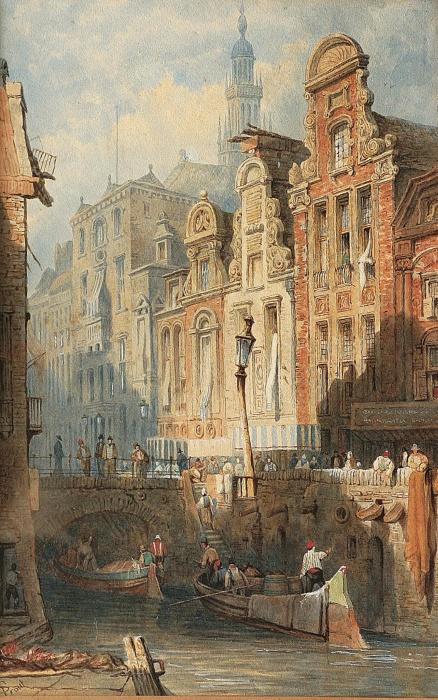
Городская ратуша Утрехта, акварель
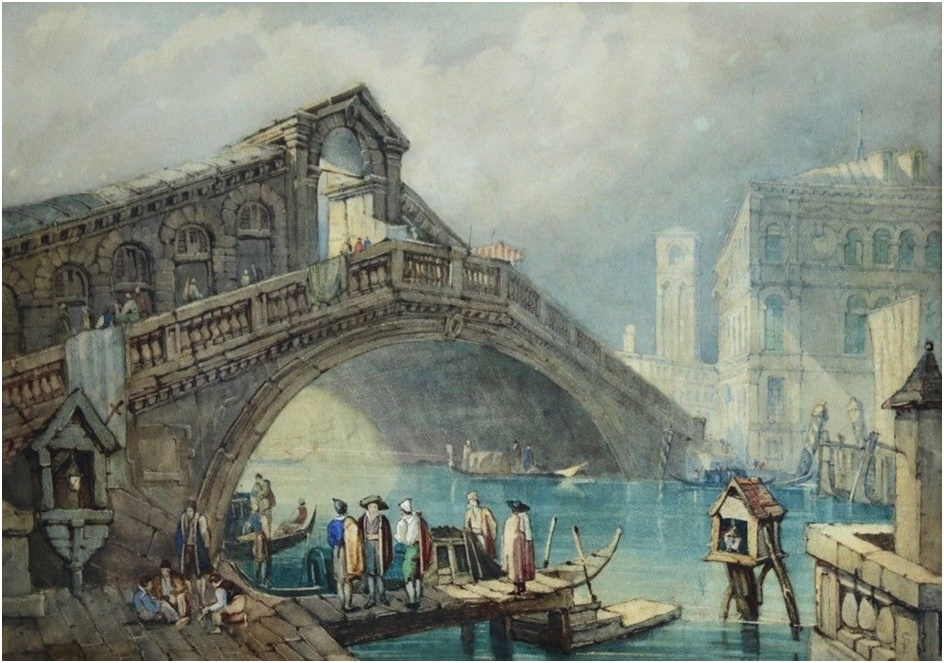
Мост Риальто в Венеции